# Wahlen zum Repräsentantenhaus der Vereinigten Staaten 1846
Die Wahlen zum Repräsentantenhaus der Vereinigten Staaten 1846 fanden ab dem 2. August 1846 statt. Es wurden in den Vereinigten Staaten an verschiedenen Wahltagen die Abgeordneten des Repräsentantenhauses gewählt. Die Wahlen waren Teil der allgemeinen Wahlen zum 30. Kongress der Vereinigten Staaten in jenem Jahr, bei denen auch ein Drittel der US-Senatoren gewählt wurden. Da die Wahlen etwa in der Mitte der Amtszeit von Präsident James K. Polk stattfanden (Midterm Election), galten sie auch als Votum über die bisherige Politik des Präsidenten.
Zum Zeitpunkt der Wahlen bestanden die Vereinigten Staaten aus 29 Bundesstaaten, (Texas und Iowa waren inzwischen neu hinzugekommen). Die Zahl der zu wählenden Abgeordneten betrug 230. Die Sitzverteilung im Repräsentantenhaus basierte auf der Volkszählung von 1840.
Bei den Wahlen verloren die Demokraten 32 Sitze und damit die absolute und sogar die relative Mehrheit. Auf der anderen Seite konnte sich die United States Whig Party mit einem deutlichen Zugewinn von 37 Sitzen diese Mehrheiten erobern. Die American Party, die zwei Jahre zuvor mit sechs Abgeordneten in das Repräsentantenhaus eingezogen war, verlor fünf dieser Sitze wieder. Das beherrschende Wahlkampfthema war der Mexikanisch-Amerikanische Krieg, der in den verschiedenen amerikanischen Regionen unterschiedlich beurteilt wurde. Im Westen fand dieser Krieg große Zustimmung und dort konnten auch die Demokraten ihre Stellung behaupten. Im Osten hingegen war man dem Krieg gegenüber kritischer eingestellt. Da sich die Demokraten im Kongress bis auf wenige Ausnahmen hinter den Krieg gestellt hatten verloren sie in dieser Region überdurchschnittlich. Ein weiterer Faktor für den Wahlausgang zu Gunsten der Whig Party war die aufkommende Diskussion über die Sklaverei, die den Demokraten eher schadete. Erwähnenswert ist die Tatsache, dass bei diesen Wahlen der bis dahin bundesweit kaum bekannte Abraham Lincoln für die Whig Party in das Repräsentantenhaus gewählt wurde.
Frauen und Sklaven waren weder wahlberechtigt noch wählbar. In vielen Bundesstaaten waren auch freie Afroamerikaner von der Wahl ausgeschlossen.

## Wahlergebnis
- Demokratische Partei 110 (142) Sitze
- United States Whig Party: 116 (79) Sitze
- American Party: 1 (6) Sitz
- Sonstige: 3 Sitze

Gesamt: 230
In Klammern sind die Ergebnisse der letzten Wahl zwei Jahre zuvor. Veränderungen im Verlauf der Legislaturperiode, die nicht die Wahlen an sich betreffen, sind bei diesen Zahlen nicht berücksichtigt, werden aber im Artikel über den 30. Kongress im Abschnitt über die Mitglieder des Repräsentantenhauses bei den entsprechenden Namen der Abgeordneten vermerkt. Das Gleiche gilt für Wahlen in Staaten, die erst nach dem Beginn der Legislaturperiode der Union beitraten. Daher kommt es in den Quellen gelegentlich zu unterschiedlichen Angaben, da manchmal Veränderungen während der Legislaturperiode in die Zahlen eingearbeitet wurden und manchmal nicht.